# Алтерко
Вижте пояснителната страница за други значения на Алтерко.
Алтерко АД (България, Европа) е холдинг, който включва 8 дружества (Allterco Robotics, Allterco Trading, Allterco Properties, DBA Allterco Robotics (USA), Allterco PTE Singapore, Allterco SND Malaysia, Allterco Co Thailand, and Allterco Asia), които са профилирани в сферите на Интернет на нещата (IoT) и телекомуникациите. Бизнес фокусът на корпорацията е върху разработването и дистрибуцията на IoT продукти и решения.
През 2015 г. Алтерко Роботикс, едно от дъщерните дружества, лансира първия си GPS/GSM часовник за деца, носещ името MyKi Watch, след което представя и гама от продукти за автоматизация на дома – Shelly.

## История
Историята на Алтерко АД може да бъде проследена до 2003 г., когато е основана компанията Teracomm Ltd с фокус върху телекомуникационния бизнес и мобилните иновации, включващи предоставянето на мобилни услуги с добавена стойност (MVAS) в областите на мобилните разплащания, мобилните портали и мобилни решения за големи корпоративни клиенти, мобилен маркетинг и нотификации. Като резултат на разрастването на дейността на групата се създават нови офиси в САЩ, Румъния, Сингапур, Македония, както и компании в Унгария, Германия, Малайзия, Австралия, Тайланд и Великобритания. Така, с цел бизнес направленията да бъдат обединени, през 2010 г. възниква холдингът Алтерко АД.
IoT отделът на компанията е създаден през 2013 г. През 2015 г. е основано дружеството Алтерко Роботикс, чийто фокус е изцяло върху Internet of Things (IoT). През декември същата година, то пуска на пазара първото си умно устройство – MyKi Watch, GPS/GSM часовник за деца, а през 2016 г. е лансирана линията Shelly. От 1 декември 2016 г., акциите на Алтерко АД се търгуват на Българска фондова борса.
След като през 2019 г. холдингът продава своя телекомуникационен бизнес в Европа, бизнес фокусът му се измества изцяло върху сферите на IoT и умните устройства.

## Копоративна структура

### Мениджмънт
Димитър Димитров е IT предприемач, съосновател и ръководител на R&D дивизията на компанията. Създава първата си компания за софтуерно разработване за 8 и 16 битови компютри малко преди да завърши гимназия, а след това – Телевизията REAL TV. Той е основател на вестниците PC Review, Computers and Peripherals и GSM Review.
Светлин Тодоров е съосновател и председател на Борда на директорите. Той притежава опит в предприемачеството в рекламната сфера и е експерт в областта на телекомуникациите, медиите и технологиите (ТМТ). През 1997 г. той създава международната рекламна агенция A-team, а по-късно се фокусира върху сектора на външната реклама, основавайки ATA Advertising ЕООД. Светлин Тодоров отговаря за стратегическото бизнес развитие на холдинга Алтерко.
Мирче Атанасовски, CCO на Алтерко
Светозар Илиев, CFO на Алтерко
Георги Тодоров, COO на Алтерко
Николай Мартинов, Независим член на Борда на директорите

### Офиси
Главният офис на компанията е в София, България. Алтерко притежава още офиси и в САЩ, Сингапур, Малайзия и Тайланд. Екипът на компанията се състои от над 100 човека, а продуктите ѝ могат да бъдат намерени в над 95 държави.

#### Офис в България
Централата на компанията се намира в София, където оперират звената на продажбите и маркетинг дейностите, обслужването на клиенти и поддръжката, както и изследователската и развойна дейност.

#### Офис в САЩ
Allterco Robotics US – подразделението на Алтерко Роботикс отвъд океана, e със седалище Лас Вегас, Невада. То промотира продуктите на компанията чрез дистрибуторски канали, а освен това те са достъпни и за директни продажби.

## Продукти

### Продукти за автоматизация на дома
Проодуктовата линия Shelly е фокусирана върху автоматизацията на дома. Устройствата предлагат на потребителите контрол над редица домакински уреди и цялостни решения за автоматизация на дома и офиса. Те са разделени в няколко категории.

#### Релета
Умните релета заемат основна част от продуктовата линия Shelly, позволявайки на потребителите да направят почти всеки електрически уред в дома интелигентен чрез лесно инсталиране на реле. Те дават възможност за измерване на мощността и мониторинг на консумацията на енергия, управление на щори и на осветлението, както и създаването на т.нар. персонализирани сценарии. Релетата Shelly са лесни за инсталиране у дома и поради малкия си размер са предназначени за поставяне във вътрешни конзоли, зад контакти и ключове за осветление или на други места с ограничено пространство. Някои от най-известните продукти от тази гама са Shelly 1 – най-малкото и най-мощно устройство, позволяващо превключване на захранването; Shelly 1L – позволява контрол на осветлението само по фаза и за целта няма нужда от „нула“, за да работи; Shelly i3 – най-малкото Wi-Fi устройство за автоматизация на дома.

#### Plug & Play
Продуктовата линия включва няколко вида щепселa, както и умни решения за осветление. Сред тях са Shelly Plug S – Wi-Fi щепсел, който позволява автоматично управление на осветлението, отоплението и всеки друг свързан електрически уред в къщата, както и Shelly Vintage – смарт Wi-Fi ретро крушка с опции за гласов контрол, димиране на светлината, интелигентни режими за работа и други.

#### Сензори
Гамата включва сензори за температура и влажност, сензор за вода, датчик за дим, сензор за газ, сензор за врати/прозорци и сензор за движение. Един от водещите продукти в тази линия е Shelly Motion – първият Wi-Fi сензор, който може да бъде свързан към интернет 24/7.

#### Аксеоари
Линията с аксесоари дава възможност на потребителите да подобрят своето потребителско преживяване с продуктите на Shelly. Тя включва няколко продукта, сред които Shelly Button, Shelly H&T, допълнение към температурния сензор, което може да се инсталира към Shelly1 или Shelly1PM и други.

### Умни GPS часовници за деца
Детският GPS-GSM часовник MyKi е умно устройство, което позволява на родителите да комуникират и следят местоположението на детето си чрез мобилното приложение на MyKi Watch. Линията включва MyKi Watch, MyKi Touch и MyKi Watch 4 Lite. Устройствата се предлагат на над 20 международни пазара чрез мрежа от повече от 30 партньора.

### Проследяващи устройства
- MyKi Spot: интелигентно устройство за проследяване, което използва комбинация от GPS, A-GPS, Wi-Fi и LBS технологии, за да осигури максимална точност при откриването на даден предмет, към който е прикрепено.
- MyKi Auto: интелигентно устройство за проследяване на автомобили, което използва комбинация от GPS, A-GPS, Wi-Fi и LBS технологии, за да открие всяка кола или товар.

### Продукти за лична грижа за здравето
Алтерко Роботикс има дейност и в трета бизнес насока – телемедицински и IoT устройства за лична диагностика в домашни условия. Тази продуктова линия е разработена под марката MyKi и предлага умни устройства за лична грижа за здравето, които се свързват с безплатни мобилни приложения. Те разполагат съответно и със сертификати CE и FDA.

## Инвестиции
Алтерко е регистрирана на Българската фондова борса (БФБ) от края на 2016 г. (А4L), ISIN BG1100003166.
Дебют на Българската фондова борса
През 2016 г. Алтерко АД става публична компания, а акциите на холдинга започват да се търгуват на Българската фондова борса. Компанията набира 2,175 млн. лв. при първично публично предлагане (IPO) в София през септември 2016 г. и увеличава регистрирания си капитал до 15 млн. лв.
Второ IPO
През 2020 г. компанията обявява ново увеличение на капитала чрез нова емисия от 3 милиона акции на емисионна цена от 3 лева всяка. Публичното предлагане се провежда на територията на България, Германия и Италия и събира близо 9 милиона лева за компанията.

## Отличия
- 2017 г., отличие в годишните награди на Българската асоциация по информационни технологии (БАИТ) в категория „Мобилни решения“.
- 2019 г., награда Best of IFA на един от най-големите технологични форуми в Европа – IFA в Берлин;[19]
- 2019 г., Shelly 1 печели бадж Amazon’s Choice, благодарение на високото ниво на удовлетворение на клиентите с продукта;
- 2020 г., номинация в годишните награди на БАИТ за устройството Shelly i3 в категорията „Успешен български ИКТ продукт/услуга“.[20]
- 2021 г., Алтерко е финалист във Forbes Business Awards 2021 в две категории -„Иновативна компания на 2021“ и „Компания на 2021 г. в сектор информационни категории“;
- 2021 г., Shelly 3EM печели наградата за най-добро устройство в категория „Мониторинг и контрол“ по време на годишните награди на американската технологична медия EC&M.